# Echipa națională de fotbal a Mongoliei
Echipa națională de fotbal a Mongoliei reprezintă Mongolia în fotbalul internațional și este controlată de Federația Mongolă de Fotbal. Deși a fost fondată în 1959, din 1960 până în 1998 nu a jucat nici un meci. A câștigat numai șapte meciuri cu trei adversari, patru împotriva Guamului, două împotriva Macaului și unul împotriva Insulelor Marianei de Nord. Este singura echipă din FIFA care a fost învinsă de Guam.

## Participări

### Campionatul Mondial
- 1930 până în 1998 - nu a participat
- 2002 până în 2010 - nu s-a calificat

### Cupa Asiei
- 1956 până în 1996 - nu a participat
- 2000 - nu s-a calificat
- 2004 - nu s-a calificat
- 2007 - nu a participat
- 2011 - nu s-a calificat

### Cupa Challenge AFC
- 2006 - Inițial a fost invitată, dar mai târziu a fost înlocuită
- 2008 - A fost invitată, dar nu a participat
- 2010 - nu s-a calificat

### Jocurile Asiei de Est
- 2003 - nu s-a calificat (locul 4 în calificări)
- 2005 - nu s-a calificat (locul 4 în calificări)
- 2008 - nu s-a calificat (locul 5 în calificări)
- 2010 - nu s-a calificat (locul 2 în calificări)

## Antrenori
| Nume                 | Nat      | Perioaddă          | Meciuri | Victorii | Egaluri | Înfrângeri |
| -------------------- | -------- | ------------------ | ------- | -------- | ------- | ---------- |
| Ishdorj Otgonbayar   | Mongolia | 2000 - Jan 2011    |         |          |         |            |
| Erdenebat Sandagdorj | Mongolia | ian 2011 – present | 1       | 0        | 0       | 1          |

## Lot
| 1  | P | Ganbayar Tseveensuren             | 2 iunie 1991 (33 de ani)       | -  | - | UBUniversity  |  |  |
| 21 | P | Ariunbold Batsaikhan              |                                | -  | - | Mongolia      |  |  |
| 22 | P | Achit-Erdene Dashnyam             |                                | -  | - | Andros FC     |  |  |
|    |   |                                   |                                |    |   |               |  |  |
| 2  | F | Ochbayar Olzvoi                   | 26 aprilie 1989 (35 de ani)    | -  | - | UBUniversity  |  |  |
| 3  | F | Donorovyn Lkhümbengarav (Captain) | 27 January 1977                | 28 | 6 | UBUniversity  |  |  |
| 4  | F | Odkhuu Selenge                    | 4 mai 1984 (40 de ani)         | -  | - | Selenge Press |  |  |
| 8  | F | Enkhjargal Tserenjav              | 26 octombrie 1984 (40 de ani)  | -  | - | Erchim        |  |  |
| 15 | F | Darambayar Tsetsenbaatar          |                                | -  | - | Khoromkhon    |  |  |
| 16 | F | Anar Batchuluun                   | 29 decembrie 1985 (39 de ani)  | -  | - | Mongolia      |  |  |
| 18 | F | Bekhbat Ganbat                    | 20 aprilie 1988 (36 de ani)    | -  | - | Mongolia      |  |  |
|    |   |                                   |                                |    |   |               |  |  |
| 5  | M | Bayasgalangiin Garidmagnai        | 17 septembrie 1985 (39 de ani) | 14 | 1 | Mazaalai      |  |  |
| 6  | M | Amgalan Chinzorig                 | 28 decembrie 1987 (37 de ani)  | -  | - | Mongolia      |  |  |
| 7  | M | Battulga Zorigt                   | 17 septembrie 1986 (38 de ani) | -  | - | Erchim        |  |  |
| 9  | M | Altantulga Pagamsuren             | 5 februarie 1988 (37 de ani)   | -  | - | Mazaalai      |  |  |
| 11 | M | Tsedenbal Norjmoo                 | 12 septembrie 1988 (36 de ani) | -  | - | UBUniversity  |  |  |
| 13 | M | Tumenjargal Tsedenbal             | 24 februarie 1989 (36 de ani)  | -  | - | UBUniversity  |  |  |
| 14 | M | Erdenebayar Altansukh             |                                | -  | - | Khangarid     |  |  |
| 17 | M | Erdene-Ochir Ganzorig             |                                | -  | - | Mongolia      |  |  |
|    |   |                                   |                                |    |   |               |  |  |
| 10 | A | Tsatsral Jargal                   | 22 iunie 1987 (37 de ani)      | -  | - | Mongolia      |  |  |
| 12 | A | Ganbaataryn Tögsbayar             | 13 mai 1985 (39 de ani)        | -  | - | Selenge Press |  |  |